# Oedheim
Oedheim település Németországban, azon belül Baden-Württembergben. Lakosainak száma 6652 fő (2023. december 31.).

## Népesség
A település népessége az elmúlt években az alábbi módon változott:
| Lakosok száma | 4316 | 6303 | 6414 | 6455 | 6544 | 6598 | 6652 |
|               | 1975 | 2015 | 2017 | 2019 | 2021 | 2022 | 2023 |